# Selección femenina de baloncesto de Paraguay
La selección femenina de baloncesto de Paraguay es el equipo de baloncesto que representa a Paraguay en las competiciones  internacionales organizadas por la Federación Internacional de Baloncesto (FIBA) o el Comité Olímpico Internacional (COI): los Juegos Olímpicos y Campeonato mundial de baloncesto especialmente.  El equipo paraguayo también ha participado en torneos de su ámbito continental como el Campeonato FIBA Américas Femenino.

## Resultados

### Olimpiadas
- Nunca se ha clasificado.

### Mundiales
- 1953 - 5°
- 1957 - 6º
- 1964 - 12º